# Selbitz (Baviera)
Selbitz è una città tedesca situata nel land della Baviera.